# Fables (nouvelles, 1895)
Fables est un recueil de 22 petites nouvelles écrites par Robert Louis Stevenson.

## Écriture et édition
D'après les témoignages de ses proches, Stevenson travailla à ces récits de 1874 à sa mort. L'ensemble fut édité peu de temps après son décès, en août et septembre 1895 dans le Longman's Magazine.

## Liste des fables
- Les Personnages du récit (The Persons of the Tale)
- Le Naufrage (The Sinking Ship)
- Les Deux allumettes (The Two Matches)
- Le Malade et le pompier (The Sick Man and the Fireman?)
- Le Diable et l'aubergiste (The Devil and the Innkeeper)
- Le Pénitent (The Penitent)
- La Peinture jaune (The Yellow Paint)
- La Maison d'antan (The House of Eld) : La plus célèbre et la plus noire nouvelle du recueil, elle commence par cette phrase terrifiante : « Dès qu'un enfant était en âge de parler, on lui mettait les fers... »
- Les Quatre réformateurs (The Four Reformers)
- Un Homme et son ami (The Man and his Friend)
- Le Lecteur (The Reader)
- Le Citoyen et le voyageur (The Citizen and the Traveller)
- Le Visiteur de marque (The Distinguished Stranger)
- Les Chevaux de trait et le cheval de selle (The Cart-Horses and the Saddle Horse)
- Le Têtard et la grenouille (The Tadpole and the Frog) : La plus courte et la plus drôle des fables, 28 mots suffisent à Stevenson :

“Be ashamed of yourself”, said the frog.
“When I was a tadpole, I had no tail.”
“Just what I thought!” said the tadpole.
“You never were a tadpole.”
«- Honte à toi, dit la grenouille, quand j'étais un têtard, je n'avais pas de queue.
- C'est bien ce que je pensais, dit le têtard, tu n'as jamais été un têtard.»
- Il y a du vrai (Something in It)
- Foi, peu de foi et pas de foi du tout (Faith, Half-Faith, and No Faith at All)
- La Pierre de touche (The Touchstone)
- La Petite chose (The Poor Thing)
- Le Chant du silence (The Song of the Morrow)
- L'Horloger (The Watchmaker) : Conte philosophique hilarant où l'on suit le destin d'une civilisation de microbes vivant dans une carafe.
- Le Singe de science (The Scientific Ape)